# Рослини Біблії
Рослини часто згадуються в Біблії. Повідомляється, що вони (трава і дерева) були створені на третій день (Бут 1:11), проте деякі рослини з'явилися на поверхні землі пізніше, після гріхопадіння прабатьків (терни — Бут 3:18).

## Символічні рослини
Інші рослини викликали у авторів і персонажів Біблії естетичну насолоду і служили предметом імітації: "гранатові яблука" (1Цар 7:18), лілії (лат. Lilium — Пісн 2:1; 1Цар 7:19) і огірки (1Цар 7:24). Апокаліптичного значення через свою гіркоту набуває полин (лат. Absinthium — Об 8:11). Вельми багатозначний терен. З палаючого терну (Рубус в Вульгате) з Мойсеєм розмовляв Бог (Исх 3:2), але терновий вінець був покладений на голову страждаючого Христа (Мт 27:29).

## Їстівні рослини
Біблія неодноразово згадує про те, що рослини споживаються. Це ячмінь (лат. Hordeum, з якого робили хліб (2Сам 14:30; Єз 4:12; Івн 6:9). Поля ячменю простягалися в околицях Вифлеєма (Рут 1:22). Вирощували також і пшеницю (лат. Triticum — Рут 2:23; 1Сам 6:13).
Обробляли в стародавньому Ізраїлі і сочевицю (2Сам 23:11). За сочевичну юшку Ісав продав своє первородство (Бут 25:34). З давніх-давен вживали в їжу плоди фінікової пальми (Исх 15:27). З часів листопада практикувалося культивування винограду (Бут 9:20).
Під час блукання по пустелі ізраїльтяни згадували такі рослини Єгипту, як огірок (лат. Cucumis), цибулю (лат. Cepa), часник (лат. Allium) і диню (лат. Pepo — Чис 11:5). Їли також фісташки (лат. Pistacia,  мигдаль (лат. Amygdalus — Бут 43:11).

## Рослини як матеріал
Вже у Еденському саду згадана смоківниця (лат. Ficus), з якої Адам і Єва зробили одяг (Бут 3:7). З льону виготовляли одяг священиків (Лев 16:4; Лев 19:19).
Ковчег Ноя був зроблений з дерева гофер (Бут 6:14), а Ковчег Заповіту — з дерева ситим (лат. lignis setthim або акації (Исх 37:1). Будівельними матеріалами згадані кедр (лат. cedrinas ligna — Іс 41:19; 1Цар 7:2), кипарис (1Цар 6:34) і олійне дерево (лат. lignis olivarum — Іс 41:19; 1Цар 6:31).

## Ритуальні рослини
Біблія згадує поклоніння древніх юдеїв дібровам (2Цар 18:4; Іс 1:29). У гілках дуба (лат. Quercus) заплутався своїм волоссям Авессалом і тому був спійманий своїми ворогами (2Сам 18:10). Під сихемським дубом (який у Вульгате тлумачиться як лат. Terebinth — терпентинне дерево) Яків закопував чужих богів (Бут 35:4). Проте, теребинт згадується в синодальному перекладі і під власним ім'ям (Іс 6:13; Бут 49:21), хоча в останньому випадку у Вульгаті в аналогічному фрагменті згаданий олень (лат. Cervus Cervus, також і в Біблії Лютера : нім. Hirsche). Третім після дуба і теребинту деревом, під яким кадили, названо тополю (лат. Populus — Ос 4:13).
Неоднозначне ставлення було до виробів з винограду (вино, оцет, родзинки). Назореям воно заборонялося (Чис 6:3), а для учнів Христа його куштування було обов'язково як елемент євхаристії (Мт 26:28). Першим починає використання вина в ритуальних цілях Мелхиседек (Бут 14:18).
У релігійних церемоніях використовували гісоп (лат. Hyssopus — Исх 12:22; Пс 50:9; Івн 19:29), фіміам і смирну (Лк 7:38).
Пальмовими гілками жителі Єрусалима зустрічали Ісуса Христа (Пальмова неділя).

## Інші рослини
Присутні також в Біблії згадки про такі рослини, як ялівець (1Цар 19:5), очерет (Пс 67:31), бук (Іс 41:19), ясен (Іс 44:14), аїр (Пісн 4:14), червоної (Пісн 4:14), кіпер (Пісн 1:13), коріандр (лат. Coriandrum Чис 11:7), кориця (Пісн 4:14), мандрагора (Пісн 7:14), мирт (лат. myrtus Іс 41:19), нард (лат. nardus Пісн 4:14), нарцис (Пісн 2:1), сикомор (лат. sycomorus) Іс 9:10), шафран (лат. crocus Пісн 4:14), яблуня (лат. malus Пісн 2:3), м'ята і рута (Лк 11:42).

## Особливості перекладів
У зв'язку з невідповідністю перекладів іноді один і той же термін перекладається в різних варіантах різними словами. Так, ялина синодального перекладу (Пс 103:17) в аналогічному німецькому перекладі виявляється ялицею (нім. Tannen Tannen — Ps.104: 17). Ялицею (лат. Abies) названо це дерево і у Вульгаті (Пс 103:17). Сосна синодального перекладу і Вульгати (лат. Pinus Іс 44:14) в німецькому аналозі виявляється буком (нім. Buchen Buchen), але сосна (нім. Kiefern Kiefern) все ж зустрічається в іншому тексті (Іс 41:19). Явір синодального перекладу (Іс 41:19) у Вульгаті (лат. Buxus) і Біблії Лютера (нім. Buchsbaum Buchsbaum) виявляється самшитом. У Вульгаті бук виявляється вязом (лат. Ulmus Іс 41:19). Те, що в синодальному перекладі позначено як каштан, у Вульгаті названо платаном (лат. Platanus — Єз 31:8).

## Історія досліджень рослин Біблії
Одна з перших робіт, присвячених рослинам Біблії, Hierobotanicon, sive, De plantis sacrae Scripturae dissertationes breves, була видана в двох частинах в Упсалі в 1745—1747 роках. Її автором був професор теології Уппсальского університету, ботанік і філолог Улоф Цельсій (1670—1756).

## Таблиця рослин Біблії
| Рослина                        | Латинська назва                              | Посилання                               |
| ------------------------------ | -------------------------------------------- | --------------------------------------- |
| Алойне дерево                  | (Aquilaria agallocha)                        | Пр 7:17                                 |
| Рицина                         | (Ricinus L.)                                 | Йона 4                                  |
| Нард                           | (Nardostachys)                               | Пісн 4:14                               |
| Жито                           | (Secale cereale L.)                          | Іс 28:25                                |
| Шипшина                        | (Rōsa)                                       | Пісн 2:1                                |
| Ялиця малоазійська             | (Abies cilicica)                             | 1Цар [[:s:Перша книга царів#\|]] й інші |
| Acacia seyal                   | (Acacia gerrardii Bentham subsp. negevensis) | Исх 37:17                               |
| Акація, Spirale                | (Acacia raddiana Savi)                       | Исх 25:10                               |
| Кропива                        | (Acanthus spinosus)                          | Пісн 4:14                               |
| Аїр                            | (Acorus sp.)                                 | Іс 43:23                                |
| Кукіль звичайний               | (Agrostemma gitago)                          | Іс 28:23                                |
| Манна                          | (Alhagi camelorum)                           | Чис 11:7                                |
| Цибуля                         | (Allium cepa)                                | Чис 11:5                                |
| Цибуля пора                    | (Allium porrum)                              | Чис 11:5                                |
| Часник                         | (Allium sativum)                             | Чис 11:5                                |
| Алое                           | (Aloe succotrina)                            | Пр 7:17                                 |
| Мигдаль                        | (Amygdalus communis)                         | Бут 43:11                               |
| Анемон                         | (Anemone coronaria L.)                       | Мт 6:28                                 |
| Кріп                           | (Anethum graveolens)                         | Исх 30:34                               |
| Полин                          | (Artemisia absinthium)                       | Об 8:11                                 |
| Арундо тростинний              | (Arundo donax)                               | Іс 43:24, Єр 6:20                       |
| Смакові добавки                | (Astrangalus tragacantha)                    | 2Хр 9:1                                 |
| Лебеда соляная                 | (Atriplex halimus L.)                        | Йов 30:4                                |
| Чорний кмин                    | (Black Cumin)                                | Іс 28:23                                |
| Ладан                          | (Boswellia sacra)                            | Ос 4:13                                 |
| Ладан                          | (Boswellia thurifera)                        | Мт 2:10, 11                             |
| Гірчиця                        | (Brassica nigra)                             | Мт 13:31                                |
| Самшит                         | (Buxus sempervirens)                         | Іс 41:19                                |
| Calycotome villosa             | (Calycotome villosa                          | Пс 120:4                                |
| Каперс                         | (Capparis spinosa L.)                        | 1Цар 4:33                               |
| Ліванський кедр                | (Cedrus libani Loud.)                        | 1Цар 5:10, 2Цар 19:23                   |
| Ріжкове дерево                 | (Ceratonia siliqua)                          | Лк 15:16, Мт 3:1                        |
| Дерево Юди                     | (Cercis siliquastrum)                        | Мт 27:3                                 |
| Хризантема                     | (Chrysanthemum sp.)                          | Іс 40:6                                 |
| Цикорій                        | (Cichorium spp.)                             | Чис 9:9                                 |
| Сенна олександрійська          | (Cinnamomum iners)                           | Исх 30, Пс 45:8, Йов 42:14              |
| Кориця                         | (Cinnamomum zeylanicum)                      | Пр 7:17                                 |
| Цитрон                         | (Citrus medica L.)                           | ?                                       |
| Камфора                        | (Commiphora africana)                        | Чис 11:7                                |
| Мирра                          | (Commiphora guidotti Engl.)                  | Пісн 4:6                                |
| Болиголов плямистий            | (Conium maculatum)                           | Ам 6:12                                 |
| Коріандр                       | (Coriandrum sativum)                         | Исх 16:31                               |
| Крокус                         | (Crocus sativus)                             | Пісн 4:13                               |
| Шафран                         | (Crocus )                                    | Пісн 4:14                               |
| Диня                           | (Cucumis melo)                               | Чис 11:5                                |
| Кмин                           | (Cumimum cyminum)                            | Іс 28:27                                |
| Кипарис вічнозелений           | (Cupressus sempervirens L.)                  | Іс 44:14                                |
| Аніс                           | (Dill)                                       | Исх 30:34                               |
| Гальбан                        | (Fennel, Ferula galbaniflua)                 | Мт 23:23                                |
| Інжир                          | (Ficus carica L.)                            | Йоіл 1:7                                |
| Бавовна                        | (Gossypium herbaceum)                        | Ест 1:6                                 |
| Пшениця                        | (Hebrew, chit·tah?; Greek, si?tos)           | Езд 7:22                                |
| Ячмінь                         | (Hordeum spp.)                               | Чис 5:15                                |
| Ялівець                        | (J. excelsa)                                 | 1Цар 3-6; 9:11                          |
| Горіх волоський                | (Juglans regia)                              | Пісн 6:11, Бут 43:11                    |
| Горіх                          | (Juglans regia L.)                           | Пісн 6:11                               |
| Ситник                         | (Juncus sp.)                                 | Іс 9:14                                 |
| Лавр благородний               | (Laurus nobilis)                             | 1Хр 9:25                                |
| Хна                            | (Lawsonia inermis)                           | Пісн 1:14                               |
| Хна                            | (Lawsonia inermis L.)                        | Пісн 1:14                               |
| Сочевиця                       | (Lens esculenta)                             | 2Сам 17:28                              |
| Льон                           | (Linum usitatissimum)                        | Пр 31:13                                |
| Льон                           | (Linum usitatissimum)                        | Исх 35:25                               |
| Плевел                         | (Lolium temulentum)                          | Мт 13:24                                |
| Горящий кущ                    | (Loranthus acaciae)                          | Исх 3:1, 2                              |
| Дереза                         | (Lycium europaeum)                           | Пр 22:5                                 |
| Яблуня                         | (Malus domestica)                            |                                         |
| Мандрагора                     | (Mandragora autumnalis Bertol.)              | Бут 30:15                               |
| Шовковиця чорна                | (Morus nigra L.)                             | 2Сам 5:23-24                            |
| Шовковиця                      | (Mulberry)                                   | Лк 17:5                                 |
| Мирт                           | (Myrtus communis L.)                         | Іс 55:13                                |
| Чорнушка                       | (Nigella sp.)                                | Іс 28:26                                |
| Маслина                        | (Olea europaea)                              | Суд 9:9                                 |
| Майоран                        | (Origanum majorana)                          | Лев 14:4                                |
| Гній голуба                    | (Ornithogalum narbonense)                    | 2Цар 6:25                               |
| Вифлеємська зірка              | (Ornithogalum narbonense)                    | 2Цар 6:25                               |
| Держидерево звичайне           | (Paliurus spina-christi)                     | Мр 15:15                                |
| Панкрацій морський             | (Pancratium maritimum L.)                    | 1Цар 7:19                               |
| Мак                            | (Papaver somniferum)                         | Плач 3:19                               |
| Фінікова пальма                | (Phoenix)                                    | Пісн 5:11; 7:7, 8, Івн 12:13            |
| Фінік їстівний                 | (Phoenix dactylifera L.)                     | Пісн 7:8                                |
| Сосна алепська                 | (Pinus halepensis)                           | Іс 44:14                                |
| Сосна                          | (Pinus pinea)                                | Ос 14:8                                 |
| Фісташка палестинська          | (Pistacia palaestina Boiss)                  | 2Сам 18:9                               |
| Фісташка                       | (Pistacia vera L.)                           | Пісн 6:11                               |
| Платан                         | (Platanus orientalis L.)                     | Лк 19:4                                 |
| Платан                         | (Platanus orientalis L.)                     | Єз 31:8                                 |
| Тополя біла                    | (Populus sp.)                                | Пс 137:2                                |
| Тополя                         | (Populus sp.)                                | Іс 44:4                                 |
| Тюльпан Шарона                 | (possibly)                                   | Пісн 2:1                                |
| Сандалове дерево               | (Pterocarpus santalinus)                     | 2Хр 2:8; 9:10, 11; 1Цар 10:11, 12       |
| Сандал                         | (Pterocarpus santalinus)                     | 1Цар 10:11                              |
| Гранатове дерево               | (Punica granatum)                            | Пісн 7:12                               |
| Дуб калепринський              | (Quercus calliprinos Webb)                   | Нав 24:26                               |
| Дуб таворський                 | (Quercus ithaburensis Decaisne)              | Нав 24:26                               |
| Яскраво-червоний Дуб           | (Quercus sp.)                                | Лев 14:48                               |
| Ретама біла                    | (Retama raetam)                              | 1Цар 19:4, Пс 120:4                     |
| Ожина                          | (Rubus ulmifolius)                           | Суд 9:15                                |
| Рута садова                    | (Ruta graveolens)                            | Лк 11:42                                |
| Цукрова тростина               | (Saccharum officinarum)                      | Єр 6:20                                 |
| Шавлія                         | (Salvia divinorma sp.)                       | Исх 3                                   |
| Шавлія, гостра                 | (Salvia dominica L.)                         | Исх 37:17                               |
| Шавлія, Трилисник              | (Salvia fruticosa Miller)                    | Исх 37:17                               |
| Шавлія, Єрусалим               | (Salvia hierosolymitana Boiss)               | Исх 37:17                               |
| Шавлія, юдейська               | (Salvia judaica Boiss)                       | Исх 37:17                               |
| Шавлія, Земля Ізраїлю          | (Salvia palaestina Bentham)                  | Исх 37:17                               |
| Очерет                         | (Phragmites)                                 | Єз 29:6, Йов 40:21                      |
| Ромашка                        | (several species)                            | Іс 40:6                                 |
| Паслін сивий                   | (Solanum incanum L.)                         | Пр 15:19                                |
| Осокові                        | (sp. of Cyperaceae)                          | Йов 40:21 (NETS)                        |
| Іспанський дрок мітлистий      | (Spartium junceum)                           | Пс 120:4                                |
| Стиракс                        | (Styrax officinalis)                         | Исх 30:34                               |
| Тамариск                       | (Tamarix aphylla)                            | Бут 21:33                               |
| Thyine Wood                    | (Tetraclinis articulata)                     | Об 18:12                                |
| Півники                        | (Iris palaestina)                            | 1Цар 7:22                               |
| Пшениця єгипетська             | (Triticum compositum)                        | Бут 41:22, 23                           |
| Рогіз                          | (Typha spp.)                                 | Исх 2:3, Йов 40:21 (ABP and NETS)       |
| Дуб                            | (Valonia Oak                                 | Бут 35:8                                |
| Біб                            | (Vicia faba)                                 | Єз 4:9                                  |
| Витекс священний               | (Vitex agnus-castus)                         | Йов 40:21 (ABP and NETS)                |
| Кущ Авраама                    | (Vitex agnus-castus L.)                      | Исх 3:2                                 |
| Виноград                       | (Vitis vinifera)                             | Іс 5:1                                  |
| Виноград                       | (Vitis vinifera L.)                          | Бут 9:20                                |
| Зизифус звичайний              | (Ziziphus spina-christi)                     | Мт 27:3                                 |
| Квітка лілії, яка розпустилася |                                              | 1Цар 7:26                               |
| Гісоп                          |                                              | Лев 14:52                               |
| М'ята                          | (Mentha L.)                                  | Мт 23:23                                |
| Rockrose, Pink                 |                                              | Бут 43                                  |
| Rockrose, White                |                                              | Бут 43:11                               |
| Будяк, Золотий                 |                                              | 2Хр 25:18                               |
| Будяк                          |                                              | Йов 31:40                               |
| Шипи                           |                                              | Єр 4:3                                  |
| Деревина                       |                                              | 2Цар 12:12                              |
| Верба                          |                                              | Йов 40:22                               |